# 道明寺天満宮
道明寺天満宮（どうみょうじてんまんぐう）は、大阪府藤井寺市道明寺にある神社。旧社格は郷社。境内には80種800本の梅の木があり、梅の名所として知られているとともに大阪みどりの百選に選定されている。

## 祭神
- 菅原道真公（すがはらみちざねこう）
- 天穂日命（あめのほひのみこと）
- 覚寿尼公（かくじゅにこう）- 菅原道真公のおばに当たる人物。

## 歴史
埴輪を作って殉死の風習を変えた功績で、垂仁天皇32年に野見宿禰は土師臣（はじのおみ）の姓とこの地を与えられた。そして、その子孫である土師氏は野見宿禰の遠祖である天穂日命を祀る土師神社を建立した。仏教伝来後に土師氏の氏寺である土師寺が土師神社の南側に建立され、やがて神宮寺となった。伝承では推古天皇2年（594年）に聖徳太子の発願により土師八島がその邸を寄進して土師寺としたという。この土師氏からはやがて菅原氏や大江氏、秋篠氏が分流していく。
平安時代、土師寺には菅原道真のおばに当たる覚寿尼が住んでおり、道真も時々この寺を訪れている。この寺のことを「故郷」と詠んだ詩もある。昌泰4年（901年）、道真は大宰府に左遷される途中に当社に立ち寄って、覚寿尼との別れを惜しんだ。道真遺愛の品と伝える硯、鏡等が神宝として伝わり、6点が国宝の指定を受けている。
天暦元年（947年）には道真自刻と伝える十一面観音像を祀って土師寺を道明寺（現在は真言宗御室派の尼寺）と改称（道真の号である「道明」に由来）し、同時に土師神社内に天満宮も創建された。神仏習合が進み時代が下ると道真ゆかりの地ということで、道明寺は学問の神としての信仰を集めるようになっていき、土師神社も天満宮が中心となっていった。
天正3年（1575年）、織田信長と三好康長が戦った高屋城の戦いで社殿、五重塔などを焼失したが、同年中に信長から寄進を受ける。天正11年（1583年）次いで文禄3年（1594年）には豊臣秀吉から、後には江戸幕府からも寄進されている。社領は174石である。
正徳6年（1716年）には石川が氾濫したため、道明寺が天満宮境内に移転し、道明寺本堂が天満宮本殿のすぐ西隣に建てられるなど両者はやがて一体化していった。
1872年（明治5年）神仏分離を行うこととなり、道明寺の五坊のうち二之室が神職家となって6月に天満宮は土師神社に改称した。また、郷社に列せられている。翌1873年（明治6年）9月に道明寺は分離し、東高野街道を隔てた西隣の地に移転した。1877年（明治10年）の明治天皇行幸の際に当社は行在所となった。
1952年（昭和27年）に土師神社から道明寺天満宮と改称する。現在も学問の神として地元の人々に親しまれている。当社の南には五重塔跡の礎石が残る。

## 宮司
神仏分離のあった1872年（明治5年）、天満宮の主体となった二之室の当時の住持は公家坊城俊明の八女で坊城俊政の妹・愛媛(得度して春寿尼)であったが、還俗して南坊城梓と称し、公家高倉永祜（梓の義兄）の次男良興が次期神主として南坊城家南防城家を継いで平民となり、以後南坊城家が代々宮司を務めた。良興は大阪の私塾「泊園書院」に学び、伯爵壬生基修の娘麻子を妻として、道明寺天満宮の発展に寄与した。

## 境内
- 本殿 - 安土桃山時代の再建。檜皮葺。
- 幣殿 - 延享2年（1745年）再建。檜皮葺。
- 拝殿 - 延享2年（1745年）再建。檜皮葺。
- 能楽殿 - 文化12年（1815年）築。大阪府下最古の能楽殿。
- 絵馬堂 - 寛政8年（1796年）再建。現在は休憩所となっている。
- 神牛舎
- 幕内・花ノ国の手形の碑
- 宝物館 - 1902年（明治35年）に菅原道真公壱千年祭の記念事業として建設され、伝来の神宝等約200点を収蔵・展示している[6]。開館日は、1月1 - 3日・１月25日・2月25日・3月25日、梅祭り期間中の土日祝日、釋奠の日と限定されており、それ以外は予約制となっている[6]。
- 修羅 - 展示している修羅は、1978年（昭和53年）に三ツ塚古墳（道明寺6丁目）の出土品を西岡常一ら宮大工の手で復元したもの。この修羅は同年9月3日に朝日新聞社や考古学などの専門家によって、市内の大和川河川敷で巨石を乗せて牽引する実証実験に使われた。
- 大成殿（孔子廟） - 祭神：孔子、孔門十哲。1901年（明治34年）築。孔子像は小野篁の作だとされる。かつて下野国の足利学校に、次いで高松藩の藩校にあったもの。
- 梅園
- 皇居遥拝所 - 1913年（大正2年）築。
- 天寿殿 - 社務所。
  - 明治天皇行在所の碑
  - 庭園
- 筆塚
- 土俵 - 菅原道真の先祖が相撲の祖・野見宿祢であることから土俵が置かれている。
- 神門 - 三井八郎右衛門奉納。
- 夏水井
- 登り窯 - 2017年（平成29年）5月に復元。
- 境外
  - 五重塔跡 - 礎石が残る。境内の南にある。

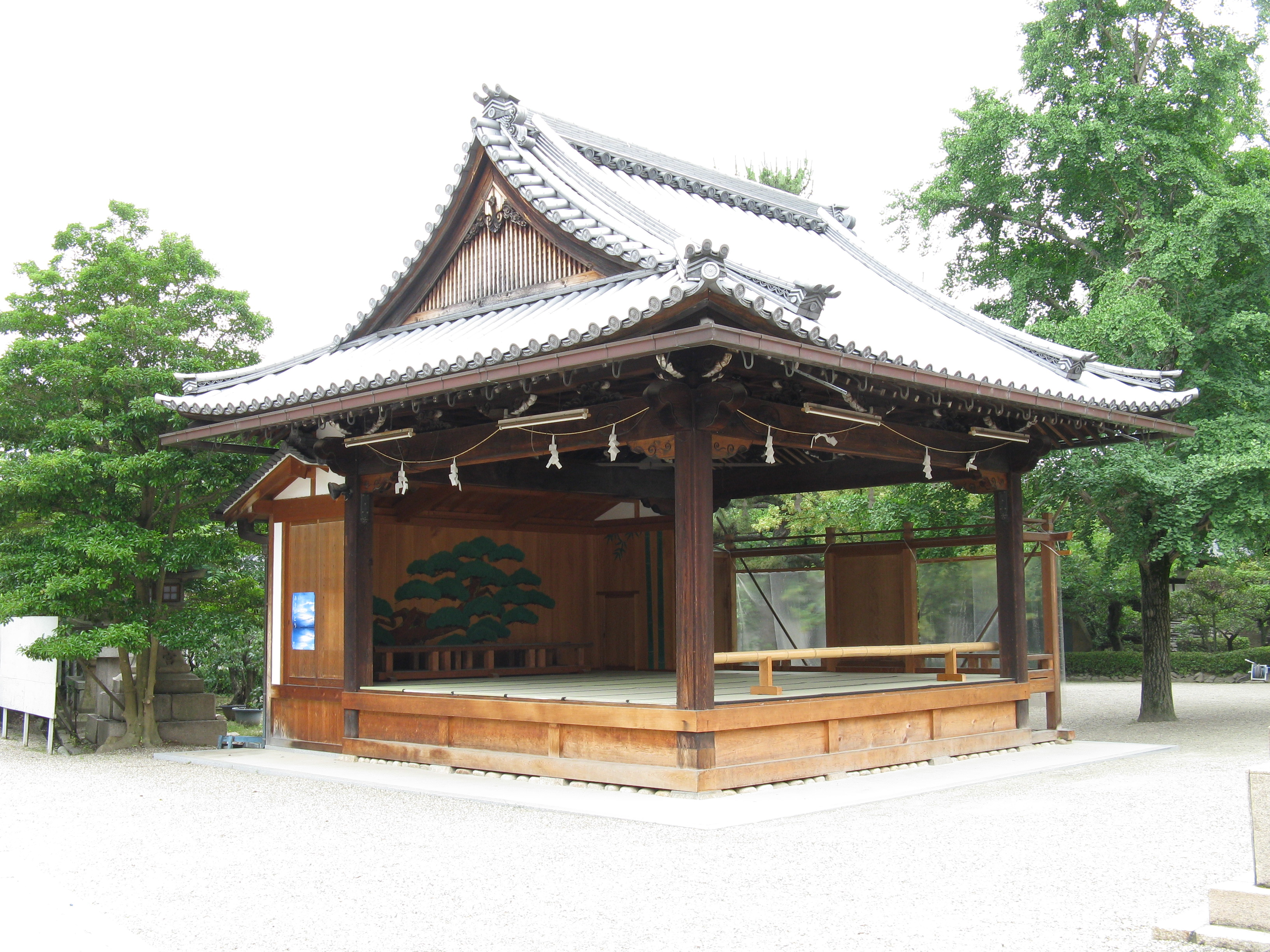
能楽殿
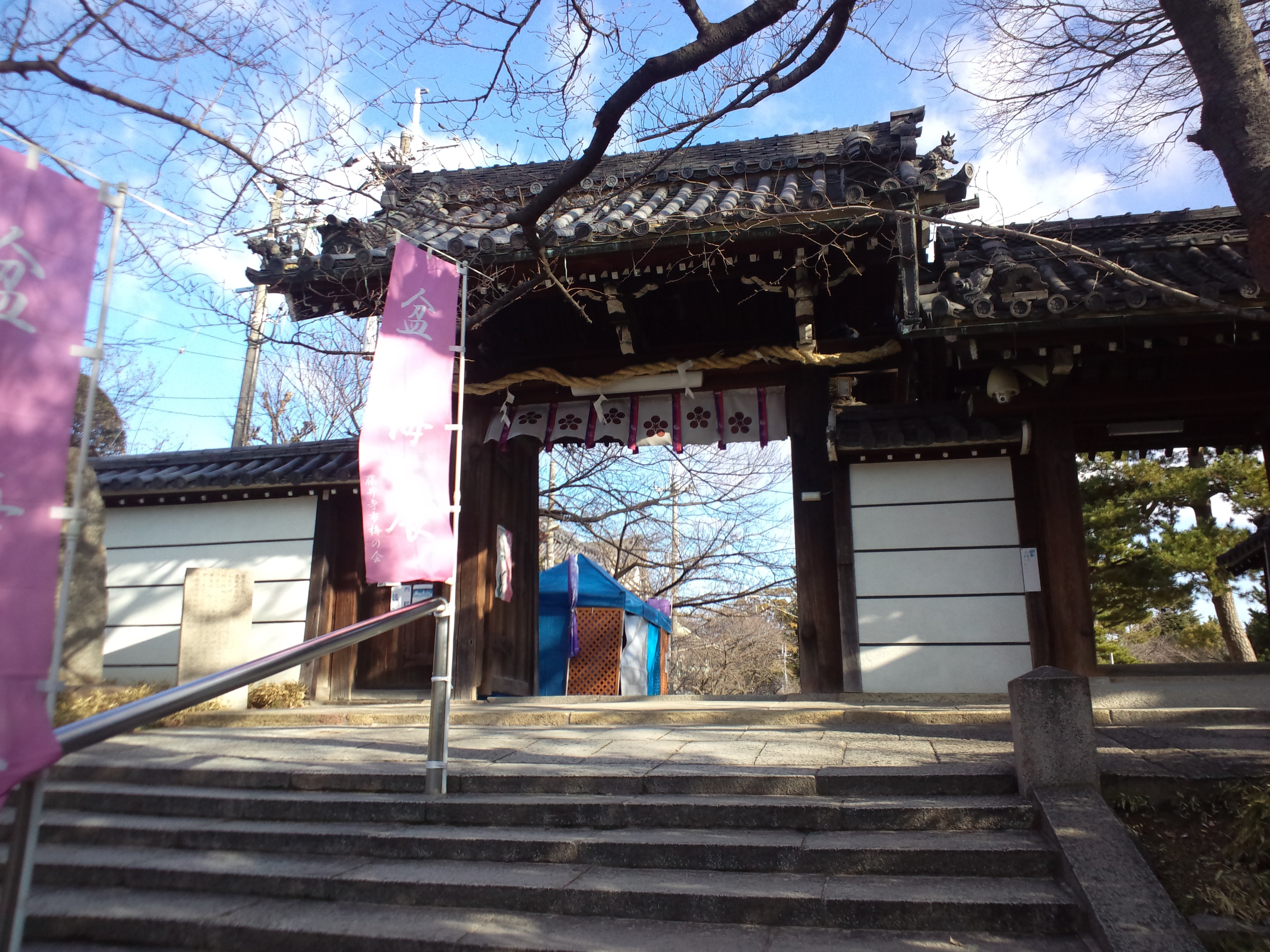
神門
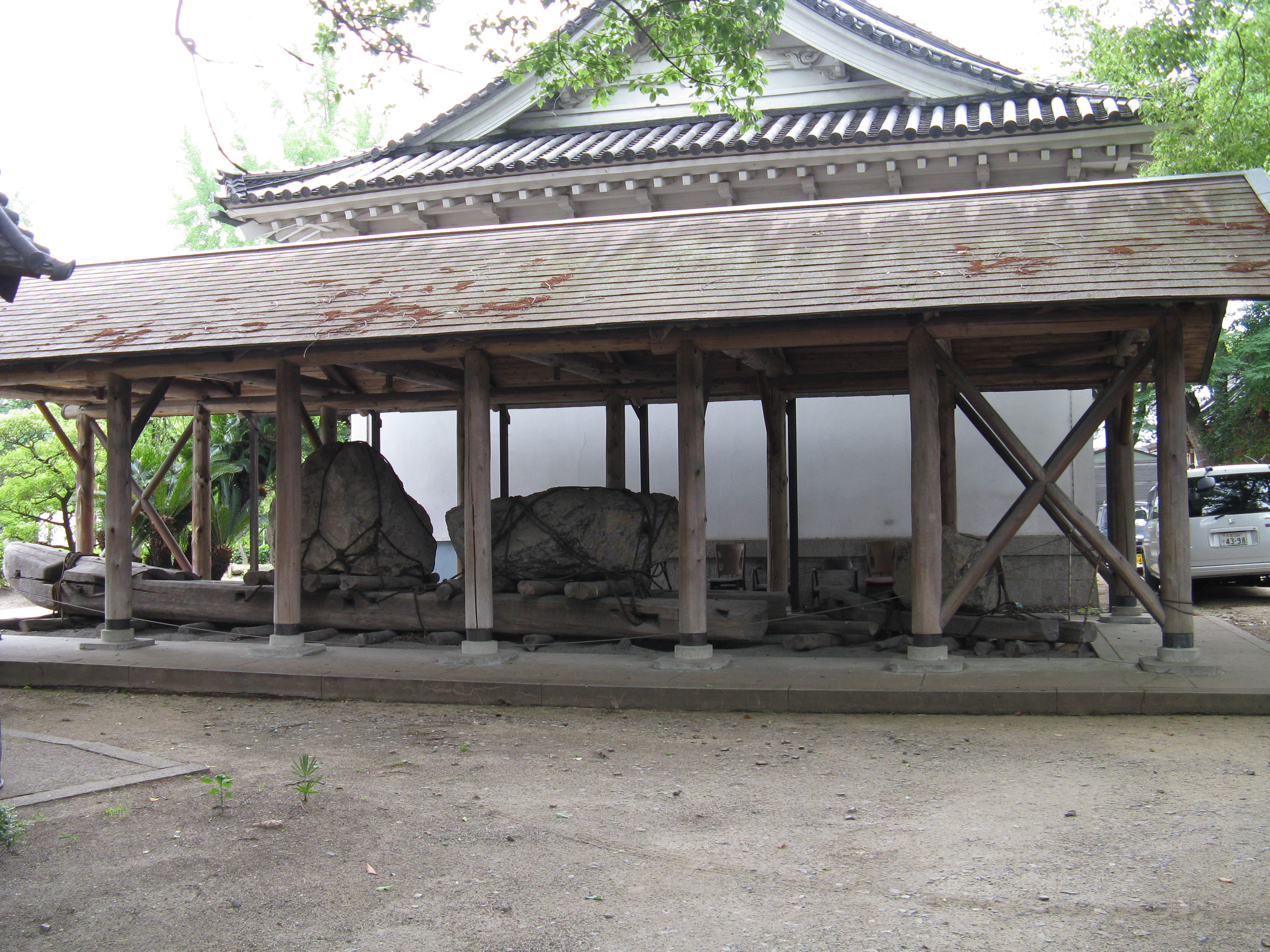
修羅保存庫
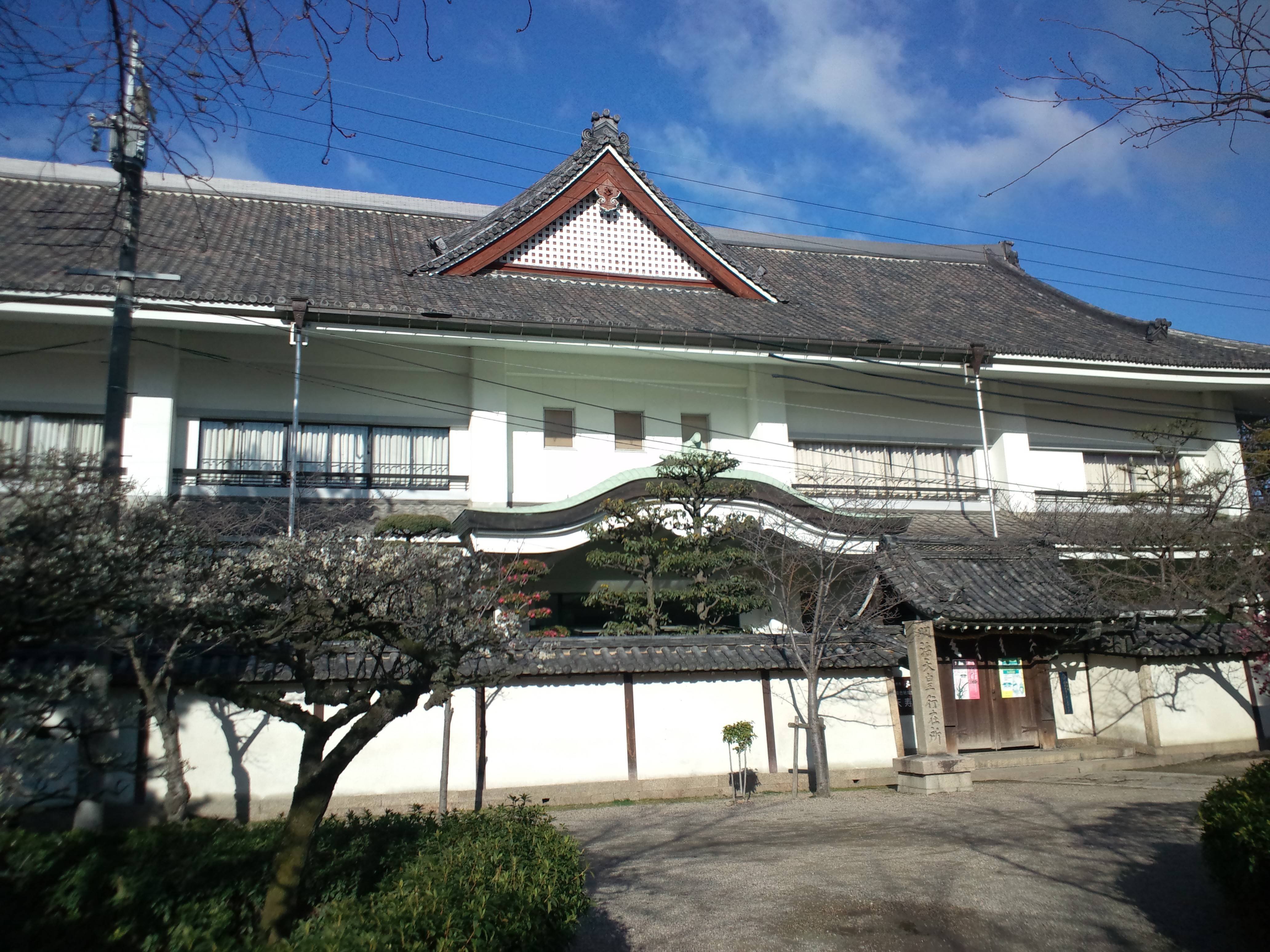
天寿殿
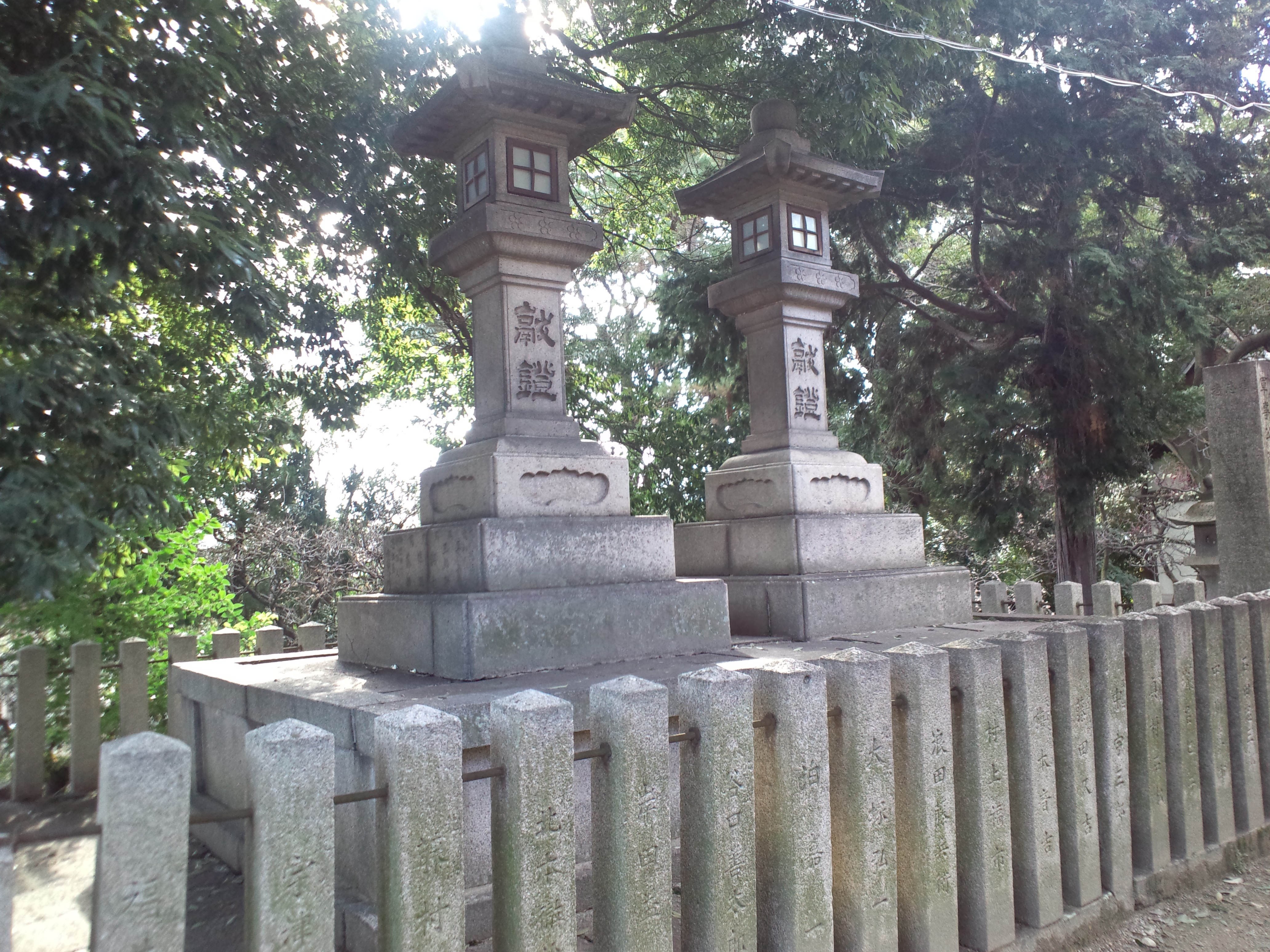
石燈籠
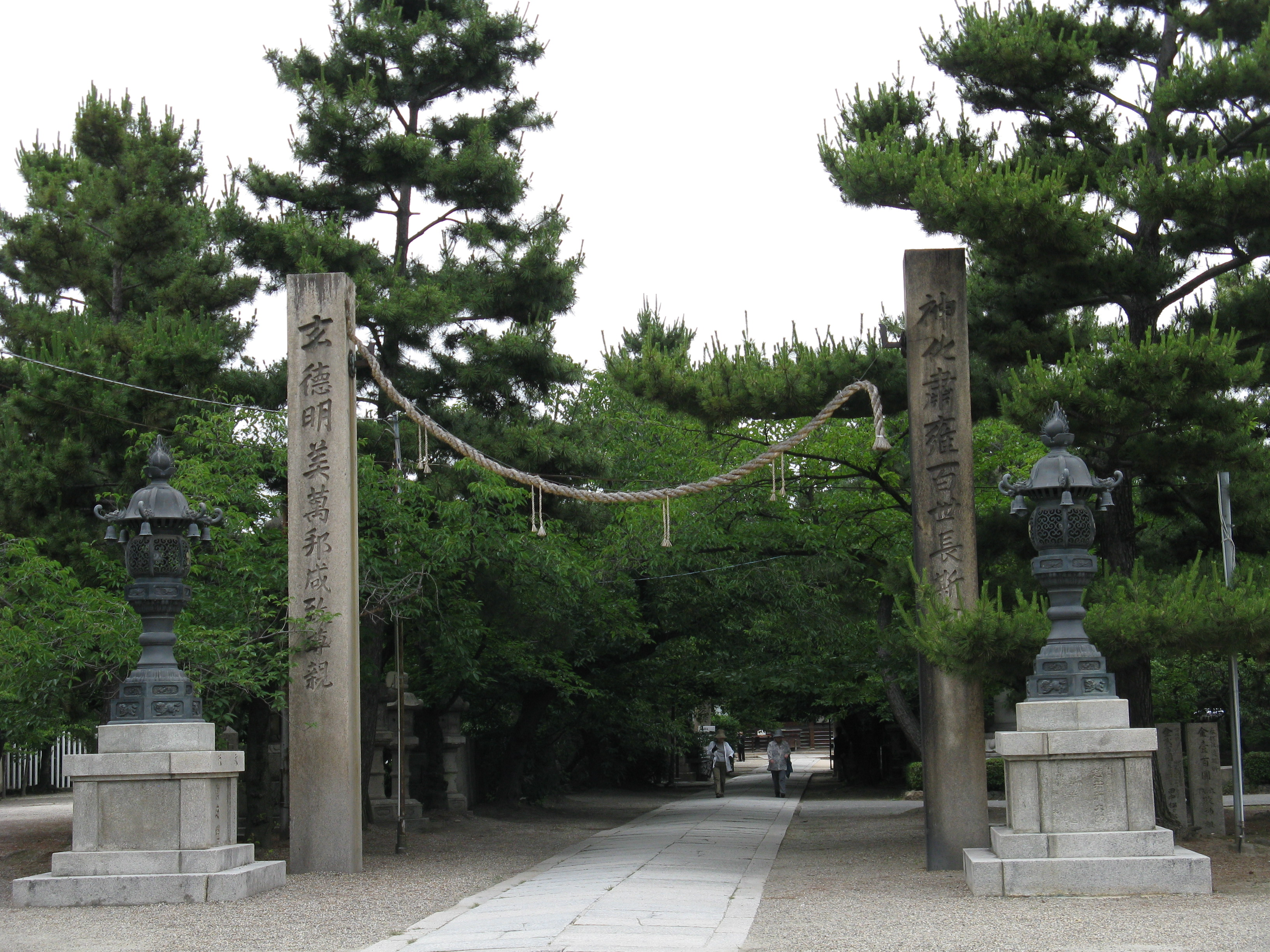
注連柱
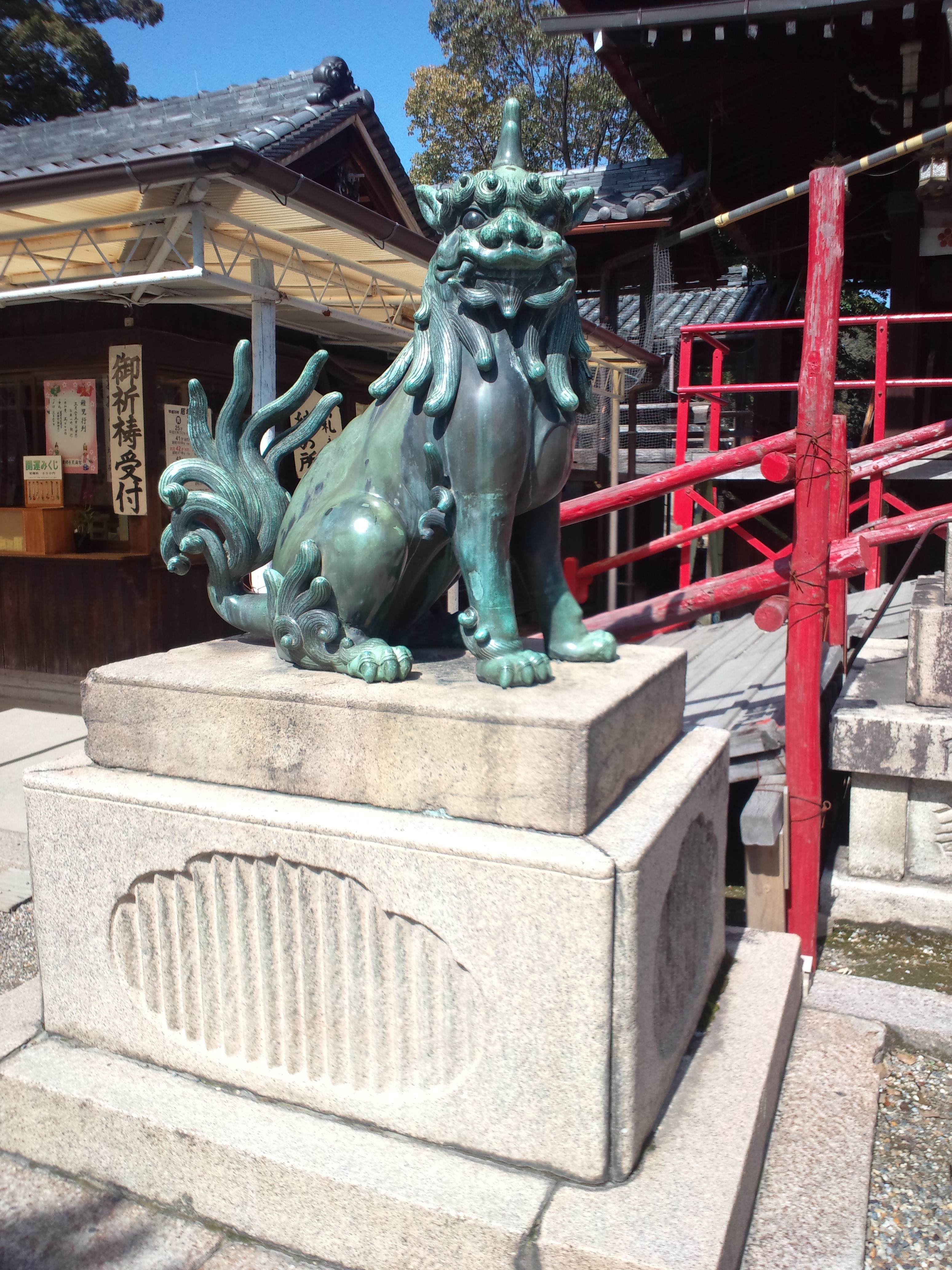
狛犬
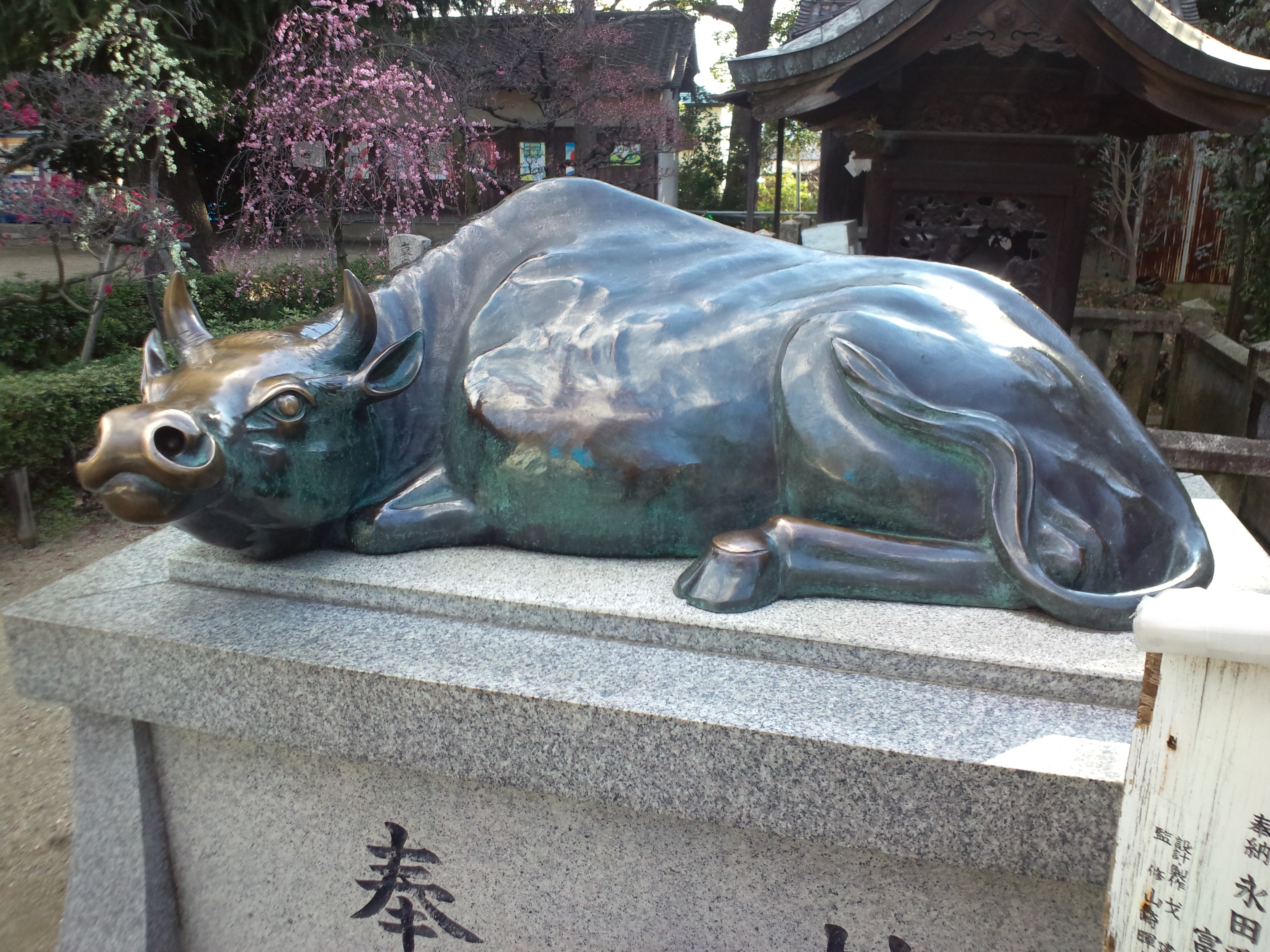
撫で牛
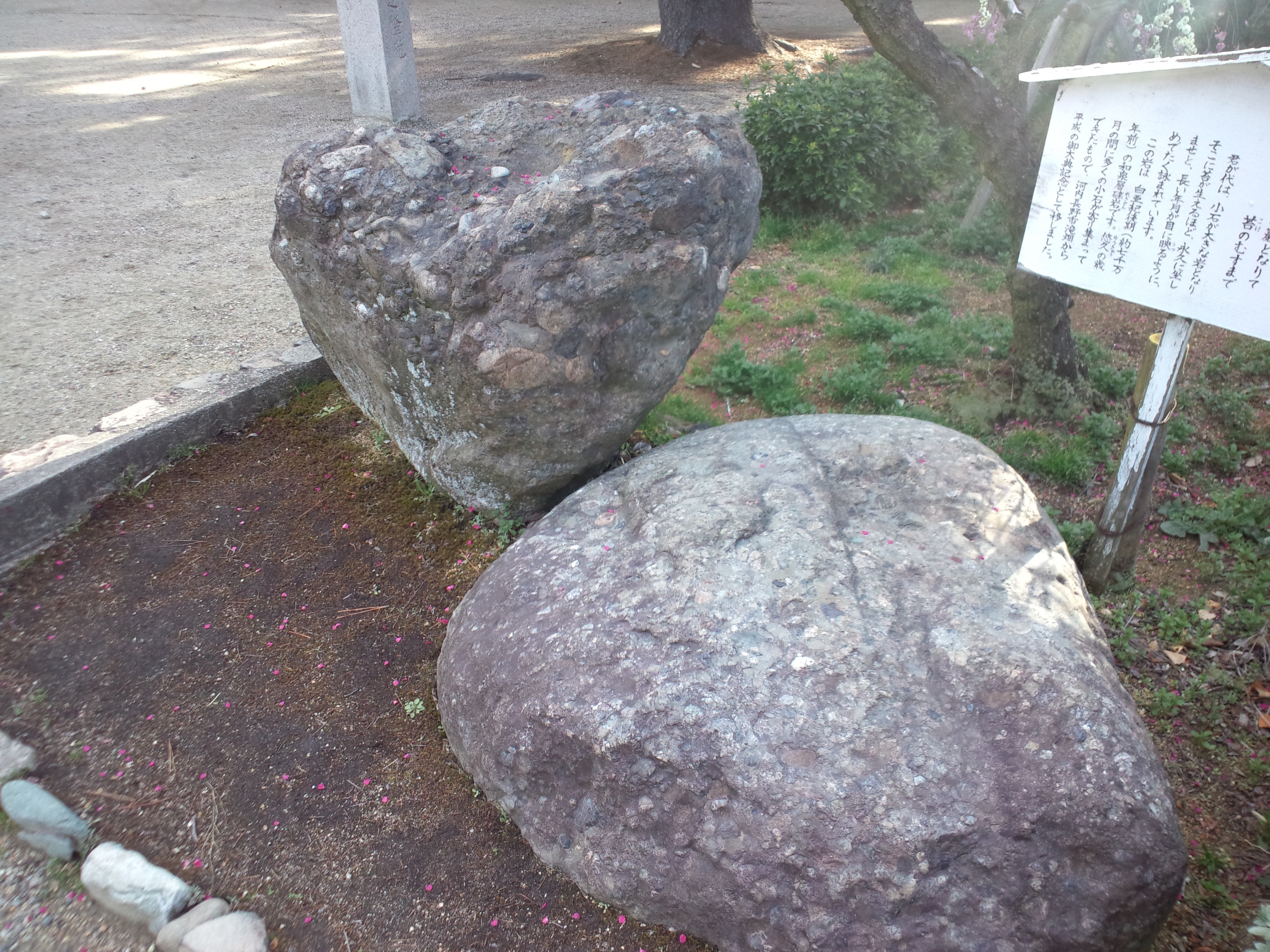
さざれ石

## 摂末社

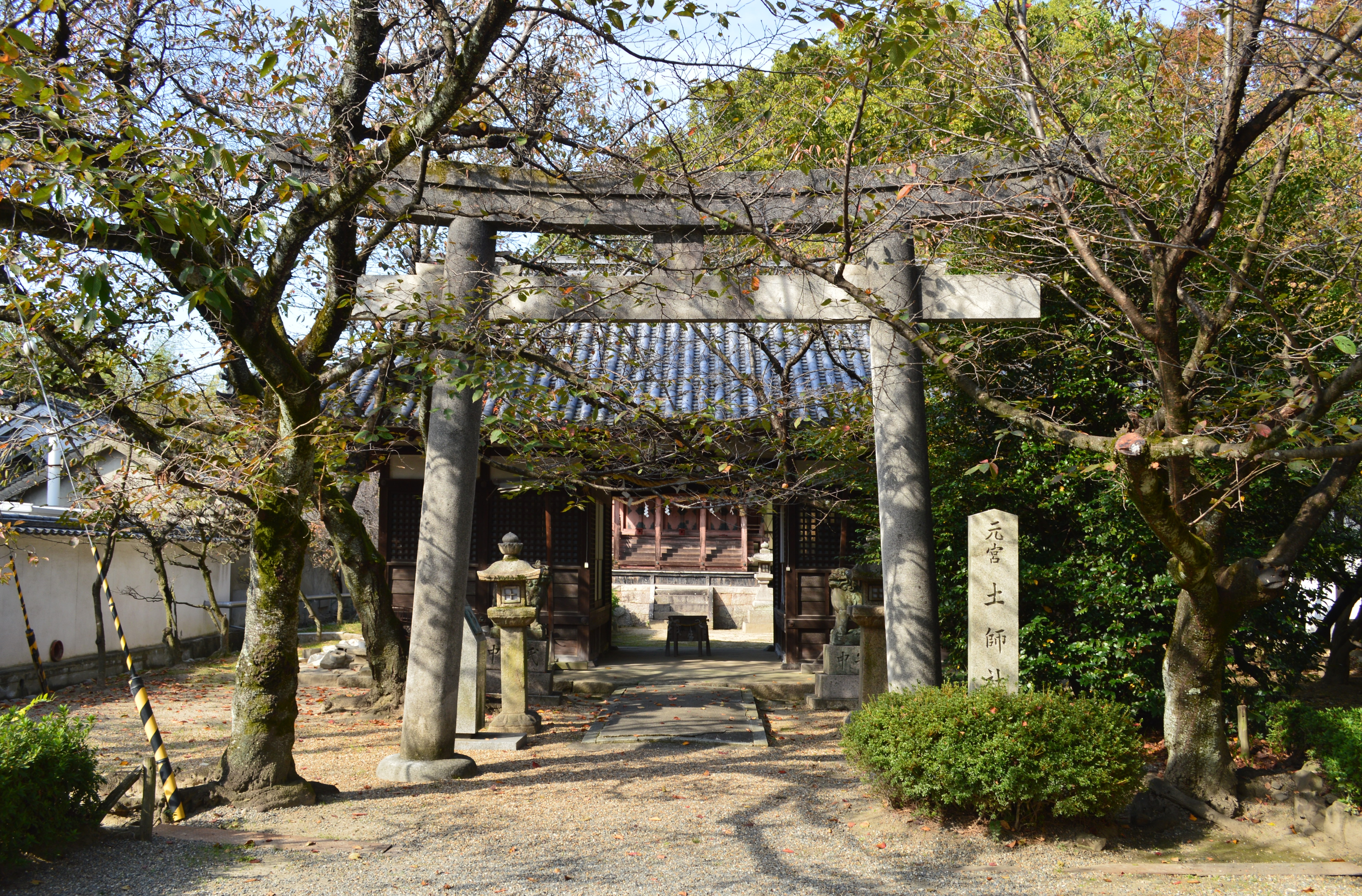
元宮土師社

### 境内社
- 元宮 土師社 - 道明寺地区の氏神。
  - 本殿 - 祭神：天夷鳥命、野見宿祢、大国主命
  - 拝殿（割拝殿）
- 白太夫社 - 祭神：白太夫命。白太夫は渡会春彦とも味酒安行ともいわれている。
- 和合稲荷社 - 祭神：稲荷神
- 八嶋社 - 祭神：土師八島。元文3年（1738年）12月建立。
- 白光社 - 祭神：巳神の白光大神
- 霊符社 - 祭神：天御中主神。砂神様とも呼ばれる。

### 境外社
- 西宮（三社神祠） - 祭神：伊勢神、八幡神、春日神。元慶8年（884年）に祀り始める。

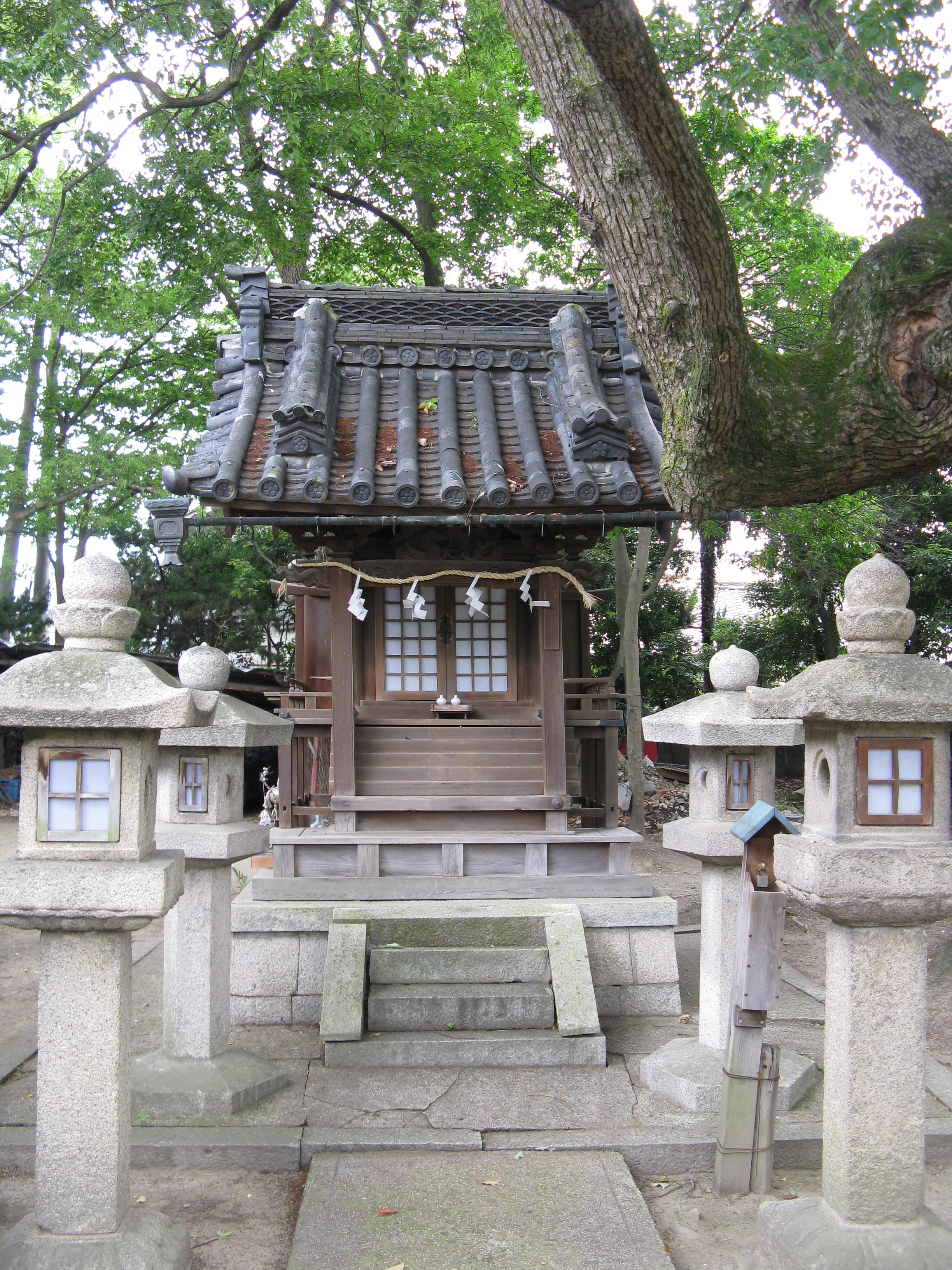
白太夫社
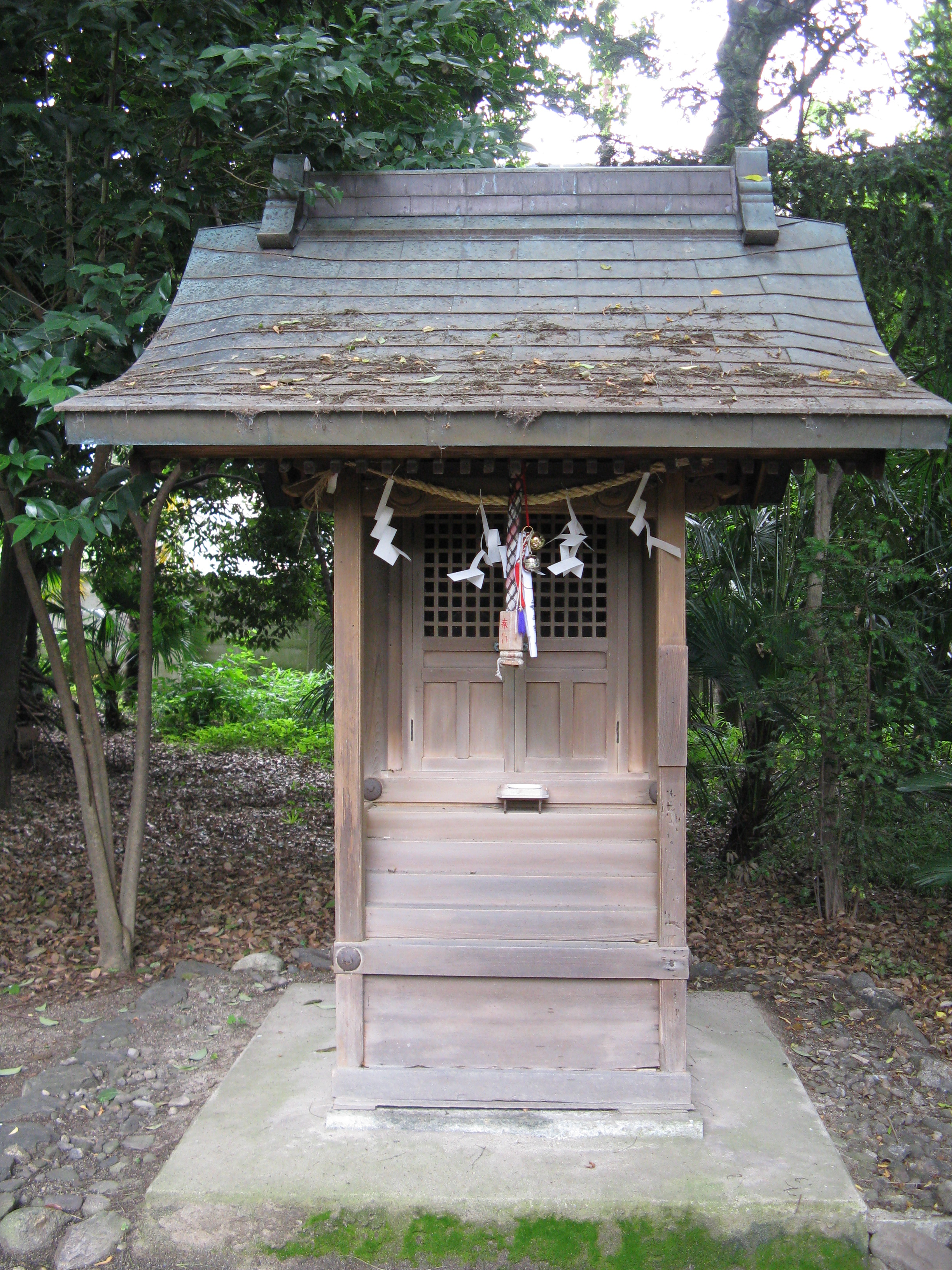
霊符社
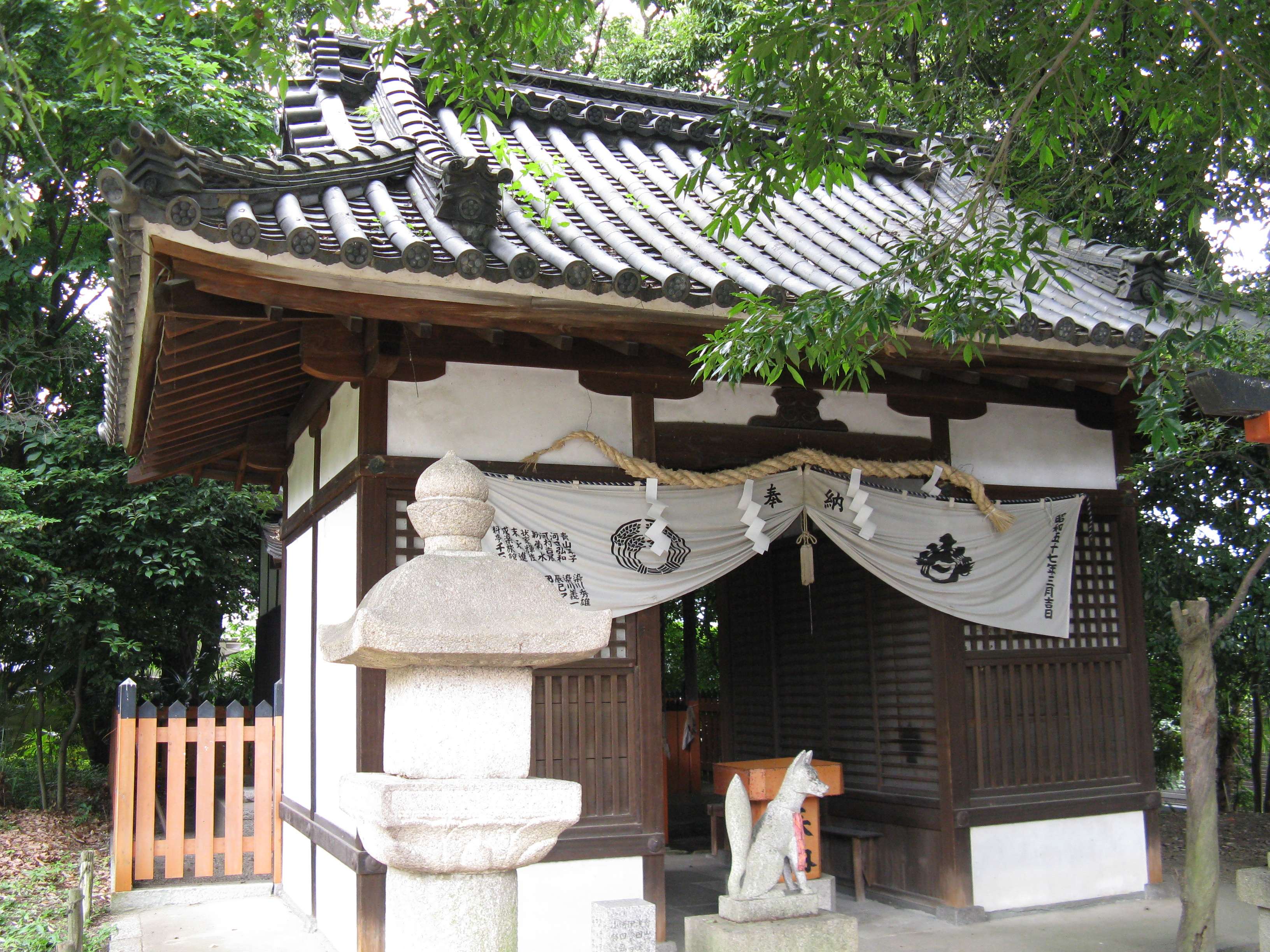
稲荷社

## 祭事
- うそかえ神事（1月25日）
菅原道真が左遷先の大宰府に到着した神事の際、襲来した無数の蜂を一群のうそ鳥が飛来して蜂を食い、人々を救ったという故事にちなみ、参拝者たちが授与された木彫りの「うそ鳥」の入った袋を「かえましょう、かえましょう」という掛け声とともに周囲の人と交換しあう行事である[7]。近年では、縁起として「一年の凶事をウソに替える」や「ウソを誠に替える」などの願いも込められている[7]。
- 菜種御供大祭（3月25日）
大宰府への左遷の詔を受けた菅原道真が道明寺に立ち寄った際に、辺り一面は菜の花が咲いていたとされる。道真の大宰府下向後に覚寿尼公が毎日陰膳を据えていた飯を粉にして梅の実の形にした黄色の団子をこしらえたところ、病気平癒の効があるとして、参拝者がこぞって団子を求めたことに由来している[8]。現在では河内に春を告げる神事として、菜の花が供えられ稚児行列が行われる。また、梅の形をした菜の花色の団子が参拝者に授与される[8]。

## 文化財

### 国宝
- 伝菅公遺品[注 1]
  - 銀装革帯（ぎんそうかくたい） 1条
  - 玳瑁装牙櫛（たいまいそうげくし） 1枚
  - 牙笏（げしゃく） 1枚
  - 犀角柄刀子（さいかくつかとうす） 1口
  - 伯牙弾琴鏡（はくがだんきんきょう） 1面
  - 青白磁円硯（せいはくじえんけん） 1面

以上、唐時代または平安時代初期。『週刊朝日百科 日本の国宝』の解説は、硯は唐の製品、櫛は唐製の可能性が高く、帯と鏡は唐製品を模した日本製とする。

### 重要文化財
- 笹散蒔絵鏡匣 1合・笹散双雀鏡 1面（1941年7月3日指定）[10][注 2] - 鏡面に金泥の種子がある。

笹散双雀鏡は、白銅製で鏡径20cmの円鏡であり、鏡は鏡匣ともに文様表現や製作技法から鎌倉時代につくられたと推定される。笹散蒔絵鏡匣は鏡の背面とほぼ同じ笹散文様が蒔絵で表されていることから、鏡と箱が一対のものとして作られたとみられる。

### 大阪府指定有形文化財
- 脇差 銘秀光（昭和56年6月1日指定）

作者は、備前国長船派の流れをくむ秀光であり、南北朝時代の作品と考えられている。身幅がやや細身であり、秀光の属した流派である小反派（こぞりは）の特色がよく現れている美術的価値が高い作品とされる。

### 藤井寺市指定有形文化財
- 天神縁起絵扇面貼交屏風 （室町時代）
- 石燈籠 - 康元2年（1257年）の銘がある。銘のある燈籠では日本で3番目に古い。元々は東大寺の天地院に奉納されたもの。
- 河内国府遺跡発掘品（藤井寺市指定文化財は玦状耳飾のみ）

### その他
- 漆皮鏡筥 （平安時代）
- 漆彫丸匣 （宋時代）
- 櫛箱 （江戸時代）
- 蒔絵螺鈿鏡筥 （江戸時代）
- 道明寺絵図 （江戸時代）
- 太宰府天満宮絵図 （江戸時代）
- 天神縁起絵巻 （江戸時代）
- 渡唐天神画像 愚極禮才賛（伝・雪舟筆）

### かつての文化財
- 道明寺のもくげんじ - 大阪府指定天然記念物であったが、2020年（令和2年）7月14日に倒れてしまい、2021年（令和3年）3月11日に指定解除となった。

## 前後の札所
菅公聖蹟二十五拝
7 威徳天満宮　-　8 道明寺天満宮　-　9 佐太天神宮
神仏霊場巡拝の道
57 叡福寺　-　58 道明寺天満宮　-　59 葛井寺

## 現地情報
所在地
- 大阪府藤井寺市道明寺1-16-40

交通アクセス
- 鉄道：近鉄南大阪線道明寺駅下車後、徒歩約3分（西へ約350m）

周辺
- 道明寺
- 仲ツ山古墳（仲津媛皇后陵）
- 市ノ山古墳（允恭天皇陵）
- 誉田御廟山古墳（応神天皇陵）
- 誉田八幡宮
- 古室山古墳
- 澤田八幡神社